# Bartolomeo Merelli
Bartolomeo Merelli (Bergame, 19 mai 1794 – Milan, 5 avril 1879)  est un directeur de théâtre et librettiste italien.

## Biographie
Né à Bergame, Bartolomeo Merelli est l'élève particulier de Simon Mayr tandis que Gaetano Donizetti reçoit son enseignement dans le cadre des Leçons charitables de musique. Il commence sa carrière comme agent artistique et impresario.
On le trouve à Vienne dès 1818. Il obtient la concession du théâtre de Varèse en 1830. De 1836 à 1850, il est directeur et librettiste principal de la Scala de Milan puis, de 1859 à 1861, directeur du Teatro Regio à Turin et revient, pendant deux ans, à Milan entre 1861 et 1863. De 1836 à 1848, il est également le codirecteur (avec Carlo Balocchino) du Kärntnertortheater de Vienne et inspecteur général des théâtres impériaux. Il travaille également dans de nombreuses villes européennes comme Paris (Opéra, Théâtre-Italien), Londres, Berlin ou Saint-Pétersbourg.
Ses fonctions l'amènent à créer des liens d'amitié plus ou moins serrés avec Rossini, Bellini, ou Donizetti. Il participe au succès de Verdi à la Scala avec Oberto, Conte di San Bonifacio (1839) et Nabucco (1842).
Il est aussi l'auteur de plusieurs livrets d'opéra, dont quatre pour Donizetti (Enrico di Borgogna, 1818; Una follia, 1818 ; Le nozze in villa, 1820; Zoraida di Granata, 1822) et quatre pour Nicola Vaccai (notamment Pietro il Grande, 1824).

## Livrets d'opéra de Merelli
| Année de création | Titre                                                      | Compositeur         | Genre                |
| ----------------- | ---------------------------------------------------------- | ------------------- | -------------------- |
| 1816              | L'idolo Birmanno, ou Il Trionfo del Bel Seso               | Paolo Brambilla     |                      |
| 1818              | Lanassa (avec Gaetano Rossi)                               | Simon Mayr          | melodramma eroico    |
| 1818              | Alfredo il grande                                          | Simon Mayr          | melodramma serio     |
| 1818              | Enrico di Borgogna                                         | Gaetano Donizetti   | opera semiseria      |
| 1818              | Una follia                                                 | Gaetano Donizetti   | farsa                |
| 1818              | Il lupo d'Ostenda                                          | Nicola Vaccai       | opera semiseria      |
| 1820-21           | Le nozze in villa                                          | Gaetano Donizetti   | opéra-bouffe         |
| 1822              | Zoraida di Granata                                         | Gaetano Donizetti   | opera seria          |
| 1824              | Pietro il grande, ossia Un geloso alla tortura             | Nicola Vaccai       | opera buffa          |
| 1824              | La pastorella feudataria                                   | Nicola Vaccai       | opera semiseria      |
| 1826              | Il precipizio, ossia Le fucine di Norvegia                 | Nicola Vaccai       | melodramma semiseria |
| 1829              | Don Desiderio ovvero Il disperato per ecceso di buon cuore | Francesco Morlacchi | opéra-bouffe         |
| 1851              | Emma, ossia Il protettore invisible                        | Julius Benoni       |                      |

## Sources
- (en) William Ashbrook, Donizetti and his operas, Cambridge University Press, 1982, p. 15  (ISBN 0-521-27663-2)